# L. Sprague de Camp

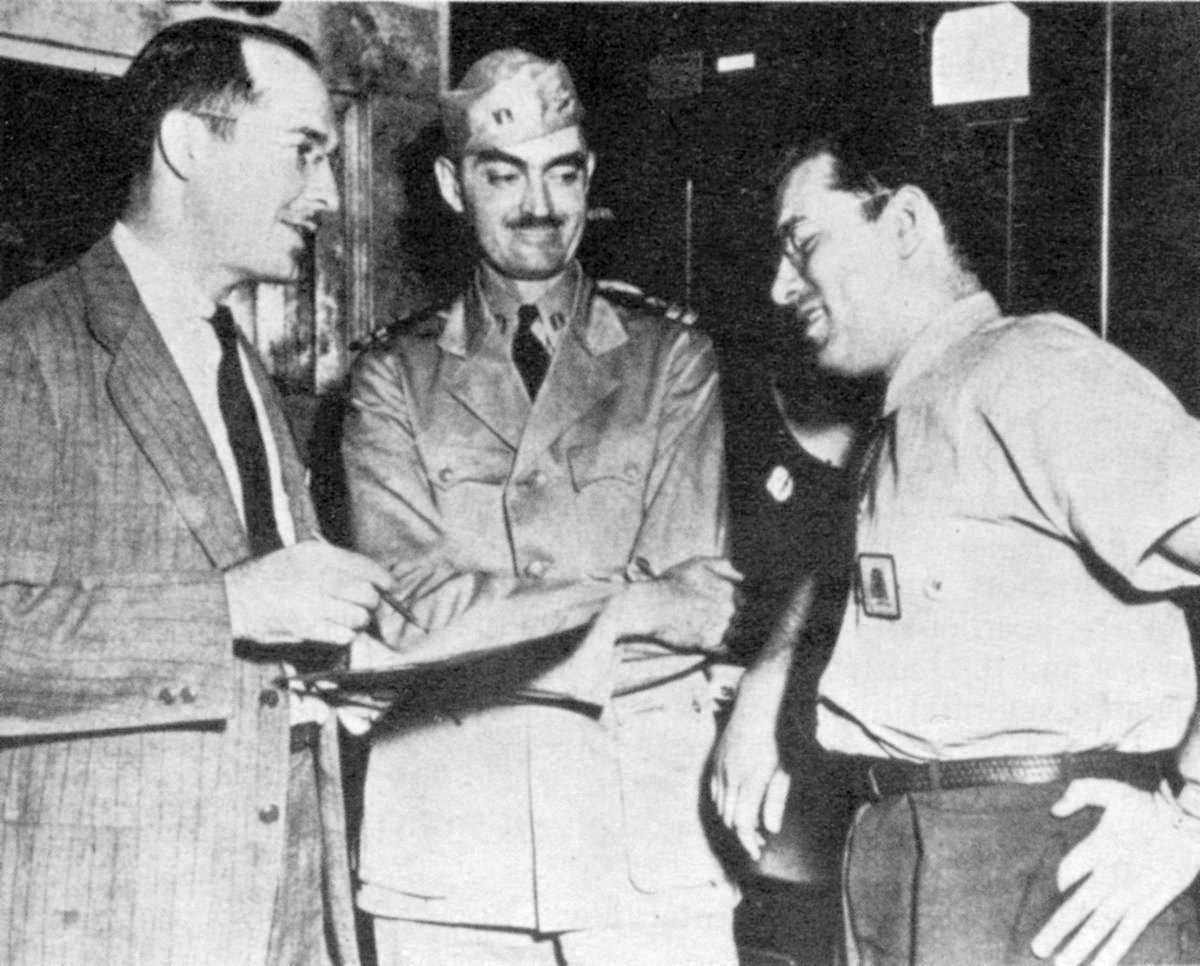
de Camp (i mitten) med Heinlein och Asimov under andra världskriget

Lyon Sprague de Camp, född 27 november 1907 i New York i USA, död 6 november 2000, var en amerikansk författare, främst av science fiction- och fantasylitteratur. Han skrev även historisk fiktion, populärvetenskap samt biografier, och totalt författade han över hundra böcker under sin långa karriär.

## Liv och verk
Sprague de Camp växte upp i New York och utbildade sig sedan i aeronautik vid tekniska högskolor. Efter studierna arbetade han med patent och instruktionsböcker, men fick sin första novell publicerad i tidskriften Astounding Science Fiction år 1937. Under andra världskriget verkade han som ingenjör vid en örlogsbas tillsammans med Isaac Asimov och Robert A. Heinlein och befordrades till örlogskapten i USA:s flottas reservstyrkor.
Under 1930- och 1940-talen skrev de Camp ett stort antal science fiction-berättelser, varav den mest erkända är tidsreseromanen Lest Darkness Fall. Hans fantasyböcker innehåller ofta humoristiska drag. Många av dessa skrevs i samarbete med Fletcher Pratt, bland andra sviterna "Compleat Enchanter" och "Gavagan's Bar" Från och med 1960-talet arbetade de Camp med verk om karaktären Conan barbaren. Han redigerade och publicerade Robert E. Howards manuskript för Conanhistorierna, och skrev även nya berättelser om karaktären tillsammans med bland andra Lin Carter. Dessutom författade han biografier över Howard och H.P. Lovecraft. Förutom i dessa genrer utkom han även med historiska romaner, bland annat om antikens Grekland.
Sprague de Camp skrev utöver fiktion diverse populärvetenskapliga verk, många tillsammans med sin fru Catherine Crook. Den kanske bäst kända av dessa var Ancient Ruins and Archaeology om platser som Stonehenge, Troja och Påskön. I andra fackböcker skrev han om forntida städer, om Scopesrättegången och om marin krigföring.

## Källhänvisningar
1. 1 2  SNAC, SNAC Ark-ID: w6514hqv, läs online, läst: 9 oktober 2017.[källa från Wikidata]
2. 1 2  Internet Speculative Fiction Database, ISFDB författar-ID: 18, läst: 9 oktober 2017.[källa från Wikidata]
3. 1 2  Find a Grave, Find A Grave-ID: 8768591, läs online, läst: 9 oktober 2017.[källa från Wikidata]
4. ↑  läs online, pabook.libraries.psu.edu .[källa från Wikidata]
5. ↑  läs online, www.nesfa.org .[källa från Wikidata]
6. ↑  läs online, www.sfsite.com .[källa från Wikidata]
7. ↑  läs online, www.erbzine.com .[källa från Wikidata]
8. 1 2  Tjeckiska nationalbibliotekets databas, NKC-ID: jn19981000589, läst: 30 augusti 2020.[källa från Wikidata]
9. ↑  läs online, www.academia.edu .[källa från Wikidata]
10. ↑  läs online, www.livescience.com .[källa från Wikidata]
11. ↑  läs online, fullcomment.nationalpost.com  .[källa från Wikidata]
12. ↑  läs online, www.erbzine.com .[källa från Wikidata]
13. ↑  geni.com.[källa från Wikidata]
14. ↑  läs online, web3.philaathenaeum.org , läst: 11 oktober 2022.[källa från Wikidata]
15. 1 2 3 4  Barrett, David V. (18 november 2000). ”L Sprague de Camp” (på brittisk engelska). The Guardian. ISSN 0261-3077. https://www.theguardian.com/news/2000/nov/18/guardianobituaries.books. Läst 26 januari 2024.
16. 1 2 3  Jon Thurber (13 november 2000). ”L. Sprague de Camp; Prolific Sci-Fi Writer” (på amerikansk engelska). Los Angeles Times. https://www.latimes.com/archives/la-xpm-2000-nov-13-me-51166-story.html. Läst 26 januari 2024.
17. 1 2 3 4  Michael Robert Patterson (24 januari 2024). ”Lyon Sprague de Camp - Lieutenant Commander, United States Navy” (på amerikansk engelska). Arlington National Cemetery. https://www.arlingtoncemetery.net/lsdecamp.htm. Läst 26 januari 2024.
18. 1 2  Eric Pace (11 november 2000). ”L. S. de Camp, 92, Author Of Over 100 Fantasy Novels - The New York Times”. New York Times. Arkiverad från originalet den 5 april 2019. https://web.archive.org/web/20190405074147/https://www.nytimes.com/2000/11/11/arts/l-s-de-camp-92-author-of-over-100-fantasy-novels.html. Läst 26 januari 2024.